# Tabernaemontana albiflora
Tabernaemontana albiflora är en oleanderväxtart som först beskrevs av Friedrich Anton Wilhelm Miquel, och fick sitt nu gällande namn av August Adriaan Pulle. Tabernaemontana albiflora ingår i släktet Tabernaemontana och familjen oleanderväxter. Inga underarter finns listade i Catalogue of Life.